# Erreur de la projection mentale
L'erreur de la projection mentale est un paralogisme informel décrit pour la première fois par le physicien et philosophe bayésien E. T. Jaynes. Il se produit lorsque quelqu'un pense que la façon dont il voit le monde en reflète la réalité, allant jusqu'à supposer l'existence réelle d'objets imaginés. C'est-à-dire que les jugements subjectifs de quelqu'un sont « projetés » comme des propriétés inhérentes à un objet, plutôt que comme étant liés à une perception personnelle. Une conséquence est que d'autres peuvent être supposés partager la même perception, ou qu'ils sont irrationnels ou mal informés s'ils ne le font pas.
Une deuxième forme de l'erreur, telle que décrite par Jaynes, se produit lorsque quelqu'un suppose que son propre manque de connaissances (un fait concernant son esprit) sur un phénomène signifie que le phénomène n'est pas ou ne peut pas être compris (un fait concernant la réalité).
Jaynes a utilisé ce concept pour argumenter contre l'interprétation de Copenhague de la mécanique quantique, :

« […] en étudiant la théorie des probabilités, il est troublant de voir des références aux "variables aléatoires gaussiennes", aux "processus stochastiques", aux "séries temporelles stationnaires" ou au "désordre", comme si la propriété d'être gaussien, aléatoire, stochastique, stationnaire ou désordonné était une propriété réelle, comme la propriété de posséder une masse ou une longueur, existant dans la nature. En effet, certains cherchent à développer des tests statistiques pour déterminer la présence de ces propriétés dans leurs données. […]
Une fois que l'on a saisi l'idée, on observe partout l'erreur de projection mentale ; ce que l'on nous a enseigné comme une profonde sagesse est dépouillé de ses prétentions et considéré comme un non sequitur. L'erreur se présente sous deux formes complémentaires, que nous pourrions indiquer ainsi : (A) (Ma propre imagination) → (Propriété réelle de la nature), [ou] (B) (Ma propre ignorance) → (La nature est indéterminée). »

Au XVIIIe siècle, David Hume a suggéré que la notion de causalité vient de l'esprit plutôt que de l'observation. Il a par exemple noté que si nous pouvons observer le lancement d'une brique et la rupture subséquente d'une fenêtre, l'idée que la brique « provoque » la rupture de la fenêtre n'est pas empirique, puisque seule la conjonction d'événements dans le temps, et non la « causalité », peut être observée.